# Pardosa cervina
Pardosa cervina är en spindelart som beskrevs av Schenkel 1936. Pardosa cervina ingår i släktet Pardosa och familjen vargspindlar. Inga underarter finns listade i Catalogue of Life.